# سيزار رودريغيز (ضابط)
سيزار رودريغيز (بالإنجليزية: Cesar Rodriguez)‏ هو ضابط أمريكي، ولد في 22 مارس 1959 في إل باسو في الولايات المتحدة.